# Потужність потоку рідини
Потужність потоку рідини (рос. мощность потока жидкости; англ. rate of liquid flow; нім. Flüssigkeitstrom-kapazität f) — добуток об'ємної витрати рідини на величину її тиску.